# آسانو ناگاکوتو
آسانو ناگاکوتو ((به ژاپنی: 浅野 長勲 Asano Nagakoto)؛ ۲۸ اوت ۱۸۴۲ – February 1, 1937) سیاستمدار و دایمیوی قلمرو هیروشیما  اهل ژاپن بود.